# Associazione Sportiva Pizzighettone
A.S Pizzighettone fue un equipo de fútbol italiano con sede en la ciudad de Pizzighettone, en la región de Lombardía. El club fue fundado en 1919 y desapareció en el 2012.

## Equipación
Los colores principales son el azul y el blanco.

## Jugadores destacables
- Sergio Porrini, exjugador de la Juventus.

- Davide Astori, exjugador de la Fiorentina.

- Datos: Q2755428